# Jeanne Cooper
Wilma Jeanne Cooper (Taft, Californië, 25 oktober 1928 – Los Angeles, 8 mei 2013) was een Amerikaanse actrice.
Ze begon haar carrière in de jaren 50, ze speelde in films met sterren als Maureen O'Hara, Tony Curtis en Henry Fonda.
In 1973 startte Cooper met haar meest bekende rol, die van Katherine Chancellor in de soapserie The Young and the Restless. Ze behoorde niet tot de originele cast maar werd wel al na een half jaar geïntroduceerd. Ze kreeg al veel baanbrekende verhaallijnen, alcoholisme, min of meer lesbische relatie en een facelift op televisie. Ze heeft ook al veel leed meegemaakt, ze verloor 2 mannen, een kind en kleinkind.
Ze is 23 jaar getrouwd geweest met producer Harry Bernsen en is de moeder van acteur Corbin Bernsen.
Ze kreeg al 10 Emmy nominaties en in 2004 kreeg ze een Lifetime Achievement Award. In 2008 won ze voor het eerst de Emmy voor beste vrouwelijke hoofdrol in een dramaserie.